# Ota Jirák
Ota Jirák (* 12. dubna 1949 Mladá Boleslav)  je český herec a moderátor.

## Život
Ota Jirák je herec, komik a bavič. Je dobře znám svým charakteristickým sytým, do medova zbarveným basem, který využil jako představitel dětské televizní postavičky Hele z televizního Studia Kamarád, ptáka Čau v dětském pořadu Studio Rosa nebo v letech 1999–2001 skřítka Františka v Kouzelné školce.
Poté, co vystudoval loutkoherectví na pražské DAMU, kde jako loutkoherec začínal, působil v letech 1973 až 1983 v divadelním souboru Cirkus Alféd Ctibora Turby, od roku 1980 do roku 1985 působil ve studiu GAG Borise Hybnera. Dvakrát hrál v Prozatímním divadle Františka Ringo Čecha, na počátku 90. let hostoval v Divadle Semafor, od roku 2003 je v angažmá v Městském divadle v Mladé Boleslavi.
Ota Jirák se proslavil také jako dabér. Mezi jeho nejslavnější dabingové role patří postava mimozemšťana Alfa z amerického sitcomu ALF, mamut Manny ve filmu Doba ledová (2003, 2006, 2009, 2012, 2015), strýc Zlejda Stan ze seriálu Městečko záhad, Obélix z animovaného filmu Asterix a Vikingové, Tygr z animovaného seriálu Medvídek Pú, či trio Bobík, Pinďa a Myšpulín ve „čtyřlístkové“ kolekci počítačových her CD-Romek.
Herecky je známý kupříkladu z pantomimického skeče pro děti Traja chrobáci (1976), natočeného podle námětu Ctibora Turby, kde účinkoval společně s Josefem Dvořákem a Bolkem Polívkou. Hrál také v seriálech jako např. Nováci nebo Ordinace v růžové zahradě 2; v seriálu Slunečná ztvárnil postavu zesnulého Martina Popelky.